# Möser
Möser là một đô thị thuộc huyện Jerichower Land, bang Sachsen-Anhalt, Đức. Đô thị Möser có diện tích 5,13 km², dân số thời điểm ngày 31 tháng 12 năm 2006 là 2630 người.